# Kanton Florange
Florange' is een voormalig kanton in het arrondissement Thionville van het Franse departement Moselle. Het kanton maakte tot 1 januari 2015 deel uit van het arrondissement Thionville-Ouest. het werd opgeheven bij decreet van 18 februari 2014, met uitwerking in maart 2015 en de beide gemeenten werden opgenomen in het kanton Fameck.

## Gemeenten
Het kanton Florange omvatte de volgende gemeenten:
- Florange (hoofdplaats)
- Uckange